# Тирата
Тирата (итал. tirata, букв. — вытягивание; фр. tirade, также coulade, нем. Zug, Anlauffigur), в музыке — украшение в виде гаммообразного диатонического восходящего или нисходящего пассажа между двумя выдержанными звуками по образцу диминуции, а также форшлага из нескольких звуков.
Тирата могла записываться композиторами, обозначаясь условным знаком, но часто была результатом импровизаций исполнителей. Особенно широко тирата вошла в использование с XVII века, а первые упоминания термина появились в работах музыкальных теоретиков конца XVI — начала XVII веков.
В «Музыкальном словаре» И. Г. Вальтера выделяется четыре разновидности тираты:
- mezza — половинная (диапазон кварты, квинты);
- defective — неполная (больше квинты, но меньше октавы);
- perfecta — полная (диапазон октавы);
- aucta, или excedens, — увеличенная (больше октавы).

Понимаемая как музыкально-риторическая фигура тирата несёт образ «стрелы», «выстрела». Поэтому в музыкальных произведениях часто сопровождалась подобающими словами текста: «бежать», «стрелять», «бросать» и т. п.